# Il fuoco e la neve
Il fuoco e la neve è un album raccolta del 2008 del gruppo musicale Casa del vento. Contiene 6 inediti e due tracce video.

## Tracce

### CD 1
1. Campi rossi - 4:05 (inedito)
2. La favola della terra - 3:57 (inedito)
3. Amore manifesto - 4:02 (inedito)
4. Carne da cannone - 4:16
5. Hermanos, hermanos - 4:00
6. La meglio gioventù - 3:33
7. Novecento - 3:47
8. Zigani Orkestar - 3:25
9. Non in mio nome (introduzione di Haidi Giuliani) - 4:41
10. I partigiani santi e Salvatore - 3:52
11. Genova chiama - 4:00
12. Ala sinistra - 3:58
13. Festa protesta - 3:16
14. Hasta siempre - 2:58
15. L'ultimo viaggio - 5:13
16. Good morning Baghdad - 4:26
17. Il grande niente - 3:42
18. Ala sinistra (traccia video)

### CD 2
1. Il fuoco e la neve - 4:18 (inedito)
2. Nada, la ragazza di Bube - 4:39 (inedito)
3. Ogni splendido giorno - 3:50 (inedito)
4. Pioggia nera - 4:41 (nuova versione)
5. Falena - 4:39
6. Finché il vento - 4:32
7. Il fiore del male - 3:40
8. Alla fine della terra - 3:08
9. Notte di San Severo - 3:53
10. L'amore infinito - 5:45
11. Storia di Modesta Rossi - 4:24
12. Almiré e le nuvole - 3:14
13. Un giorno - 4:20
14. Pane e rose - 4:24
15. Renzino - 3:59
16. Inishmore - 4:29
17. La canzone di Carlo - 4:10
18. Pioggia nera (traccia video)